# Josh Blake
Joshua Buxbaum (Nueva York, 7 de enero de 1975), más conocido como Josh Blake, es un actor estadounidense, célebre por haber hecho el papel de Jake Ochmonek en la serie de televisión ALF.

## Biografía
Blake ha desempeñado numerosos pequeños papeles en la televisión incluida la serie Full House, Casados con hijos y Aquellos maravillosos años. Blake se ha convertido en un exitoso agente de bienes raíces en el centro de Los Ángeles. También fue cantante en un grupo llamado Float.
Su participación en la serie ALF se desarrolló en las temporadas 2 y 3 únicamente. Fue el sobrino de los Ochmonek.

## Filmografía
Breve
- American Wasteland (2005) (voz)
- Psychonauts (2005) (voz)
- Just for Kicks (2003)
- Recipe for Disaster (2003)
- Going Down (2003)
- Full House (1990)
- The Famous Teddy Z (1989)
- Rock 'n' Roll Mom (1988)
- ALF (1988)
- The Comic Strip (1987)
- The Incredible Ida Early (1987)
- Zeisters (1986)
- The Life & Adventures of Santa Claus (1985)